# Dan Michman

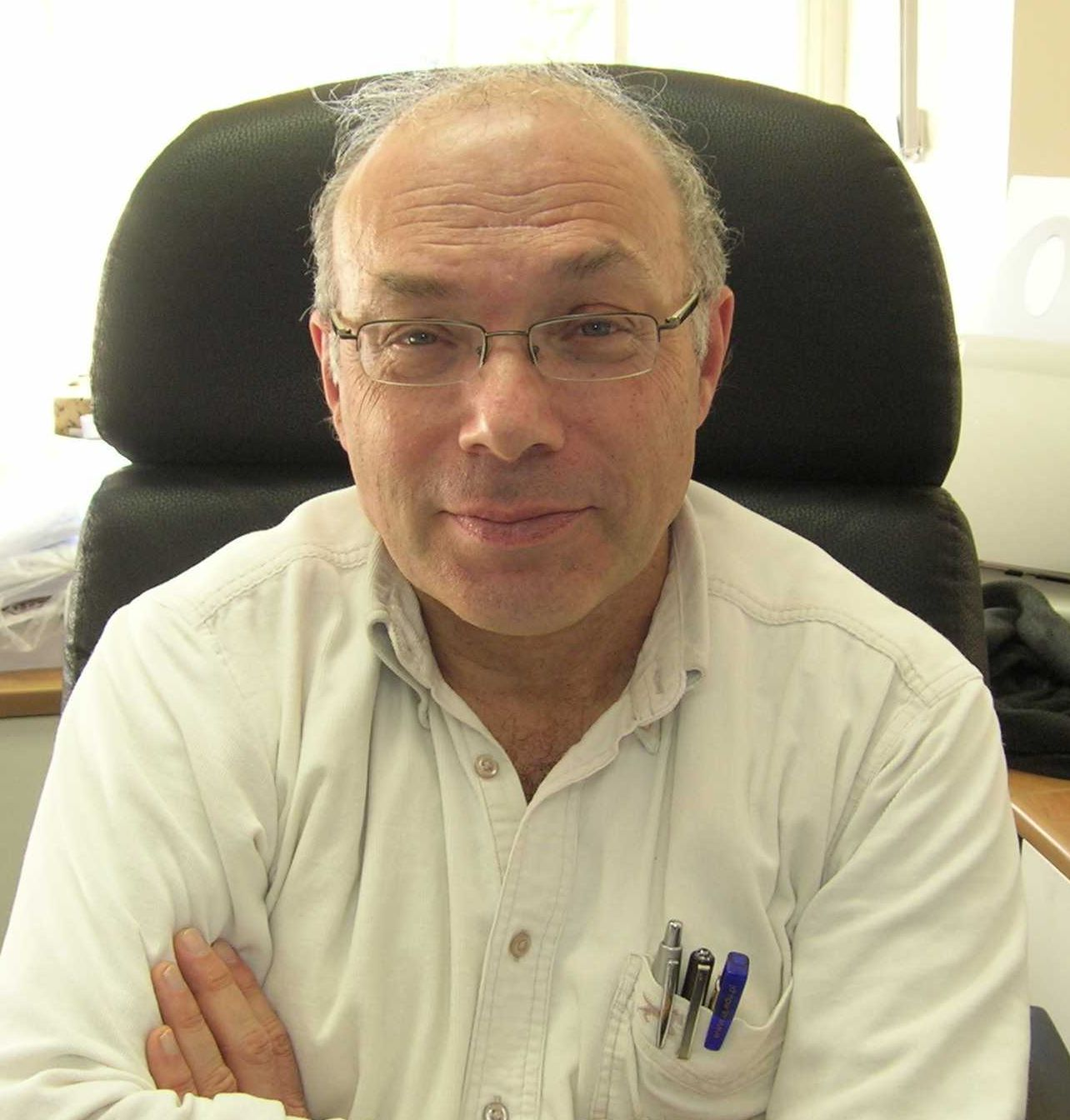
Dan Michman (2007)

Dan Michman (geboren 28. Juni 1947 in Amsterdam) ist ein israelischer Historiker.

## Leben
Michman wurde als Kind von Überlebenden des Holocaust in den Niederlanden geboren, die 1957 nach Israel zogen, wo sein Vater Dr. Jozeph Michman (Joop Melkman) von 1957 bis 1960 die Gedenkstätte Yad Vashem leitete. Nach dem Militärdienst studierte er Hebräisch und Geschichte und schloss 1978 das Geschichtsstudium an der Hebrew University in Jerusalem mit einer Promotion über die jüdischen Flüchtlinge in den Niederlanden 1933–1940 ab. Danach beschäftigte er sich mit der Geschichte der niederländischen und belgischen Juden während der Shoah.
An der Bar-Ilan-Universität in Ramat Gan ist Michman seit 1976 Professor für moderne jüdische Geschichte und leitet dort seit 1983 das Finkler Institute of Holocaust Research. Neben der Ausbildung seiner Studenten hat er auch einen umfassenden Kurs über die Shoah für die Open University of Israel erstellt. Michman ist leitender Historiker des International Institute for Holocaust Research der Gedenkstätte Yad Vashem. Er ist seit 2012 Mitglied des Internationalen Wissenschaftlichen Beirats des Wiener Wiesenthal-Instituts für Holocaust-Studien (VWI).
Mit seiner Frau Bruria hat er sechs inzwischen erwachsene Kinder.

## Schriften (Auswahl)
- The Jewish Refugees from Germany in the Netherlands 1933–1940. Doktorarbeit, The Hebrew University, Jerusalem, 1978; 2 Bände. Hebräischer Text, Ausführliche englische Zusammenfassung in Band 1, S. iv–xxxiii.
- „The Committee for Jewish Refugees in Holland (1933–1940)“, in: Yad Vashem Studies, Band 14 (1981), S. 205–232.
- „Die jüdische Emigration und die niederländische Reaktion zwischen 1933 und 1940“, in: Kathinka Dittrich, Hans Würzner (Hrsg.), Die Niederlande und das deutsche Exil 1933–1940. Königstein/Ts: Athenäum, 1982, S. 73–90.
- Jozeph Michman, Hartog Beem, Dan Michman, unter Mitarbeit von Victor Brilleman und Joop Sanders: Pinkas. Geschiedenis van de joodse gemeenschap in Nederland, Amsterdam: Contact, 1999; 672 S. ISBN 90-254-9513-3  (Zuerst Amsterdam/Ede: Nederlands-Israelitisch Kerkgenootschap/Joods Historisch Museum/Kluwer 1992, aus dem Hebräischen von Ruben Verhasselt. Ursprünglich: Pinkas Hakehilloth: Holland, Jerusalem: Yad Vashem, 1985; hebräisch).
- Het Liberale Jodendom in Nederland 1929–1943, Amsterdam: Van Gennep, 1988; 224 S. ISBN 90-6012-726-9.
- The uniqueness of the Joodse Raad in the Western European context, Jerusalem: The Hebrew University, 1993.
- (Hrsg., Einleitung und Ko-Autor) Belgium and the Holocaust: Jews, Belgians, Germans, Jerusalem: Yad Vashem, 1998; 593 S. (2. Ausg. 2000). ISBN 965-308-068-7.
- Remembering the Holocaust in Germany, 1945–2000. German strategies and Jewish responses, New York: Lang, 2002.
- Die Historiographie der Shoah aus jüdischer Sicht. Konzeptualisierungen, Terminologie, Anschauungen, Grundfragen, aus dem Hebräischen von Avital Amrani. Hamburg: Dölling und Galitz, 2002; 356 S., ISBN 3-935549-08-3 (zuerst Tel-Aviv 1998). Deutsche Einleitung 2001.
- „Judenräte“ und „Judenvereinigungen“ unter nationalsozialistischer Herrschaft. Aufbau und Anwendung eines verwaltungsmäßigen Konzepts, in: Dan Michman: Die Historiographie der Shoah aus jüdischer Sicht. Konzeptualisierungen, Terminologie, Anschauungen, Grundfragen, Hamburg: Dölling und Galitz, 2002, S. 104–117; Erstveröffentlichung in: Zeitschrift für Geschichtswissenschaft, 46. Jahrgang (1998), Heft 4, S. 293–304.
- Dan Michman, Peter Geiger, Arthur Brunhart, David Bankier, Carlo Moos, Erika Weinzierl: Fragen zu Liechtenstein in der NS-Zeit und im Zweiten Weltkrieg: Flüchtlinge, Vermögenswerte, Kunst, Rüstungsproduktion. Schlussbericht der Unabhängigen Historikerkommission Liechtenstein Zweiter Weltkrieg, Vaduz/Zürich: Historischer Verein Liechtenstein/Chronos, 2005.
- The Jewish councils phenomenon: new insights and their implications for the Hungarian case, Budapest: Balassi, 2005.
- „Täteraussagen und Geschichtswissenschaft. Der Fall Dieter Wisliceny und der Entscheidungsprozeß zur “Endlösung”,“ in: Jürgen Matthäus, Klaus-Michael Mallmann (Hrsg.), Deutsche, Juden, Völkermord. Der Holocaust als Geschichte und Gegenwart. Darmstadt: Wissenschaftliche Buchgesellschaft, 2006, S. 205–219.
- David Bankier, Dan Michman (Hrsg.): Holocaust historiography in context: emergence, challenges, polemics and achievements, Jerusalem: Yad Vashem / New York: Berghahn Books, 2008; 614 S. ISBN 978-965-308-326-4.
- David Bankier, Dan Michman (Hrsg.): Holocaust and justice: representation and historiography of the Holocaust in post-war trials, Jerusalem: Yad Vashem / New York: Berghahn Books, 2010; 343 S. ISBN 978-965-308-353-0.
- The Emergence of Jewish Ghettos during the Holocaust, Cambridge/Jerusalem: Cambridge University Press/Yad Vashem, 2011; 191 S. ISBN 978-0-521-76371-4.
  - Übersetzung der Einleitung: Angst vor den „Ostjuden“: Die Entstehung der Ghettos während des Holocaust, aus dem Englischen von Udo Rennert, Frankfurt am Main: S. Fischer, 2011; 288 S. ISBN 978-3-596-18208-4.
- David Bankier, Dan Michman, Iael Nidam-Orvieto (Hrsg.): Pius XII and the Holocaust: Current State of Research, Jerusalem: Yad Vashem, 2012; 277 S. ISBN 978-965-308-421-6.
- Dina Porat und Dan Michman (Hrsg.), in Zusammenarbeit mit Haim Saadoun: The End of 1942: A Turning Point in World War II and in the Comprehension of the Final Solution? Yad Vashem, Jerusalem 2017, 384 S.